# Agustín Rueda Sierra
Agustín Rueda Sierra   (Sallent, 14 de novembre de 1952 - presó de Carabanchel, 14 de març de 1978) fou un jove anarquista i antifranquista català, membre de la Coordinadora de Presos en Lluita (COPEL), que va morir el 1978 a l'edat de 25 anys, estant reclús a la presó de Carabanchel, a conseqüència de les tortures que va rebre per part dels funcionaris de presons, per un intent de fuga. Com a conseqüència de la seva mort, el director del centre penitenciari, Eduardo José Cantos Rueda, va ser destituït i processat per la sentència del cas que es va dictar l'any 1988.

## Biografia
Va néixer el 14 de novembre de 1952 a una barraca de la colònia minera la Botjosa a Sallent, un poble miner amb important percentatge d'immigració. Fill de mare teixidora i pare minaire, amb el drama de la misèria propi de l'època i habituats a viure en un entorn rural, no va ser fins al 1956 que van habitar en un pis amb unes mínimes condicions de salubritat.
A causa de l'entorn precari en el qual creix, es troba enfrontat a altres limitacions, que són les d'haver d'aconseguir una feina, una vegada finalitzats els seus estudis primaris el 8 de juny de 1966 a l'edat de 13 anys. Fins al 1970 fa d'aprenent de matricer en una empresa auxiliar de l'automòbil a vuit quilòmetres de la colònia. Aquestes circumstàncies socials que li van tocar viure el fan conscient de les desigualtats socials que viu la classe treballadora, i és aleshores quan participa en activitats socials i dinamitzadores, creant un club juvenil, on es duen a terme projeccions, conferències, recitals de cantaores i partits de futbol.
L'abril de 1971 deixa la fàbrica,i després de dos treballs de curta durada com a muntador en una mina i en una fàbrica de teixits, aconsegueix feina a Sallent. El febrer de 1972, quan es produeix la vaga i tancament de les mines de Balsareny i Sallent, Rueda comença l'activisme polític participant en assemblees informatives, manifestacions, i grups d'ajuda, arribant a organitzar reunions dels comitès a casa seva per evitar represàlies del règim, ja que el dret de reunió estava totalment prohibit, si no era amb permís previ de les autoritats franquistes. Tot i així, els patrons ben assabentats del seu activisme sindical l'expulsen del treball.

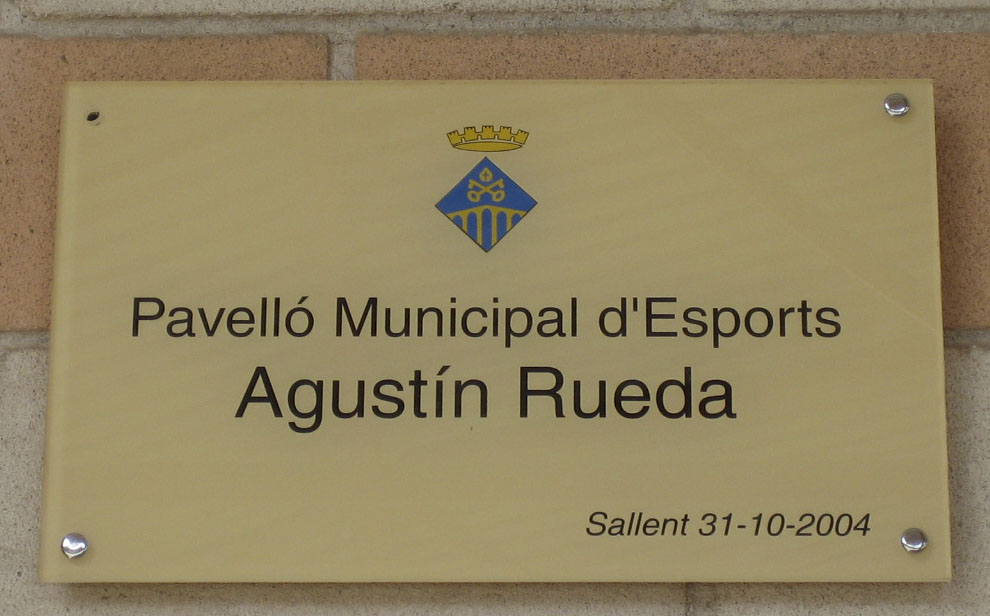
Placa al Poliesportiu de Sallent

A la següent manifestació que s'organitza, és detingut per la policia i ingressa a la presó Model de Barcelona, de la qual surt el febrer de 1973. Torna a Sallent i continua fent feines esporàdiques de mà d'obra o de temporer en veremes i recollides de fruita, principalment a França. Es veu abocat aleshores, a una vida més apartada del nucli social de Sallent, i les circumstàncies no l'acompanyen pas: la seva mare es queda cega, i el club juvenil és tancat per la Guàrdia Civil. El 9 de maig de 1974 s'incorpora a Infanteria de Marina de Cartagena, i després a Ferrol, el 26 de juny. En aquelles dates mor el seu pare per tuberculosi, i la seva mare, el 31 de desembre de 1974. El 28 d'octubre de 1975 finalitza el servei militar i reapareix a la colònia, però l'empresa, aprofitant la mort del seu pare, li requisa la casa i no li permeten retornar-hi.
L'abril del 1976 creua per primera vegada la frontera amb França per ajudar a un desertor de la colònia, pren el primer contacte amb els cenetistes exiliats de Perpinyà i viu en un pis dalt de la Llibreria Espanyola. En aquell temps sovint travessa clandestinament la frontera portant fotocopiadores per a la Confederació Nacional del Treball, alternant amb la recollida de fruita a Ceret i fent treballs en el camp de Cornellà de la Ribera. L'octubre del mateix any, arriba clandestinament a Barcelona i fa difusió de llibres i pamflets llibertaris. El mes de novembre torna a la colònia però les autoritats li neguen l'estada.
El febrer de 1977 decideix tornar a França, però és detingut al Coll de Banyuls amb 75 quilos d’explosius a causa d'una delació, acusat de pertànyer als Grups Autònoms de caràcter llibertari. Passa directament a disposició de les autoritats policials a la comissaria de Via Laietana, on és torturat, i després és portat a la Presó de Figueres i, finalment, a la presó de Girona. És aleshores quan fa el seu primer contacte amb la Coordinadora de Presos en Lluita (COPEL) i es converteix en membre actiu, coneixedor dels drets dels presos polítics i constata que aquests són constantment vulnerats per les autoritats policials i judicials. Com a represàlia pel seu activisme amb la COPEL, és traslladat l'1 de gener de 1978 a la presó de Carabanchel. Els seus advocats no són informats i no s'assabenten de la situació, a causa del silenci administratiu. El 14 de març, abans que s'hagués de celebrar el seu judici, Rueda mor a les 7.30, a causa d'un «xoc traumàtic», com va fer constar el doctor Gregorio Arroyo en el seu informe. Ningú no el va veure després de la brutal pallissa que va rebre, ja que el cadàver va ser traslladat a Sallent sense cap ordre, permís o vistiplau. Més tard, el director de la presó i deu funcionaris van ser processats.

### En relació amb la seva mort
Segons el sumari del 21 de novembre de 1978: el 13 de març del mateix any, el director del centre penitenciari, Eduardo José Cantos Rueda, havia sigut informat del descobriment d'un suposat túnel a la setena galeria per a planejar una evasió.
Es va instal·lar dins la presó un despatx per a la Direcció de Serveis. Allà van ser conduïts diversos interns considerats com a sospitosos (sense que consti el fonament d'aquestes sospites, ja que cap d'ells va ser sorprès en l'esmentat túnel) als quals es va sotmetre a uns interrogatoris que foren qualificats de violents, pels mateixos presos. Es realitzaven en presència d'un nombre no determinat de funcionaris, com també per part del director i del sotsdirector del centre, Antonio Rubio Vázquez, els caps de serveis Ildefonso Luis de Robles Riezu i Santiago García Alonso.
El director de la presó, que va considerar poc satisfactori el resultat obtingut dels interrogatoris, va donar les instruccions precises per continuar-los de forma més efectiva en un altre lloc del centre, deixant l'assumpte en mans del sotsdirector Rubio. Aquest va dirigir des de llavors els interrogatoris i tortures en els soterranis de la presó, lloc conegut com a cel·les «dels condemnats a mort». Els reclusos van ser objecte de violències de tota classe mentre eren interrogats, essent colpejats amb les porres i també amb els punys, peus i altres instruments, fins i tot metàl·lics. Aquests maltractaments tenien l'objecte d'aconseguir informació sobre com es va du a terme el túnel per fer-se escàpol. Envers el silenci de les víctimes, com a represàlia, es van produir lesions de diferent grau. Un pres rere l'altre anaven passant i cantant. I Rueda no va cantar, i com que no va cantar, el van matar a pals.
En el cas de Rueda, potser per ésser membre actiu de COPEL, va ser objecte d'una tortura prolongada, que són els que provocaren la seva mort, al no ser degudament atès pels metges de la presó. Quan va acabar d'ésser torturat va romandre en condicions molt precàries fins a les 11 de la nit aproximadament, hora en la qual va ser traslladat a la infermeria per l'estat greu i lamentable que es trobava, per ordre del cap de serveis. Els metges del Centre processats, José Luis Casas García i José María Barrigón Pérez, van visitar el reclús en dues ocasions, al voltant de les 14.30 i 16.30 hores, i malgrat que van constatar el greu estat en què es trobava, comprovant mitjançant una agulla, la insensibilitat d'alguna part del seu cos, com també els múltiples traumatismes que presentava, i la gravetat dels mateixos, es van limitar a donar-li uns supositoris. Aquests processats, malgrat ésser coneixedors de l'origen de les lesions, no van adoptar les mesures necessàries per intentar salvar la vida de Rueda, evitant que es descobrissin els fets i donant un informe que van fer l'endemà falsificant la data.
Els processats van acordar declarar que havien estat víctimes de l'agressió de Rueda amb un ganivet, i no van tenir més remei que defensar-se, caient el reclús per unes escales. Poc abans del migdia, una vegada perfilats els darrers detalls de la coartada amb els doctors processats, el director de la presó va telefonar al jutjat de guàrdia, que va procedir a l'aixecament del cadàver, ordenant la pràctica de l'autòpsia. Aquell mateix dia, diversos lletrats del Col·legi d'Advocats de Madrid, presenten davant el jutjat de guàrdia escrits denunciant els fets, dels que havien tingut coneixement per diferents interns als quals havien visitat. La germana d'Agustín, Maria Rueda, va ser qui va anar a Carabanchel a recollir el cadàver.

## Procés judicial
L'informe de l'autòpsia posaria de manifest com les lesions van ser produïdes per un grup d'agressors que van emprar un objecte contundent allargat, de tipus tou, com pot ser una porra, i un objecte dur, de menor grandària. Es pot afirmar que no és possible, excepte amb una especial destresa, d'ocasionar tantes lesions externes respectant les estructures òssies subjacents. El cadàver fou traslladat a Sallent i va ser enterrat sense el permís del Ministeri de Sanitat. Tres dies després, el jutge Luis Lerga dictava ordre de processament per presumpte delicte d'homicidi contra el director de la presó, Eduardo José Cantos Rueda, el sotsdirector, Antonio Rubio, el cap de serveis Luís Lirón de Robles i nou funcionaris més.
El sumari fou conclòs el 1980, però tots els processats foren posats en llibertat condicional el 1979 per ordre del ministre de justícia Landelino Lavilla. Els set presos lesionats van ser traslladats a diverses presons estatals; un d'ells va morir d'una ganivetada, alguns van sortir al carrer i els altres dos van ser destinats a la presó d'Herrera de la Mancha: Pedro García Peña i Alfredo Casal Ortega; els testimoniatges dels quals, han sigut decisius en la investigació del cas d'Agustín Rueda, i perquè fos destituït i condemnat el director de la presó.
«Va ser una pallissa intensa, prolongada i tècnica», explicava l'any 1982 el fiscal del cas d'Agustín Rueda. El cos, segons les fotografies d'un funcionari de presons, va quedar destrossat, amb desenes d'hematomes i sang per tot arreu. Deu funcionaris van ser condemnats, per les tortures patides durant tres hores pel jove anarquista. Tot fa pensar que l'interrogatori fou realitzat emprant els mètodes de la policia franquista. Rueda, va acabar morint a causa d'aquella brutal pallissa. El 1988, l'Audiència Provincial de Madrid va considerar que l'apallissament era un delicte d'imprudència temerària amb resultat de mort i no pas d'homicidi, malgrat les contradiccions entre els pèrits sobre les causes de la mort.
Eduardo José Cantos Rueda, director de la presó de Carabanchel quan es van produir els fets, el sotsdirector Antonio Rubio i cinc funcionaris més foren condemnats a 10 anys de presó, en comptes de 30, tal com demanava l'acusació. Els altres tres encausats van ser condemnats a vuit, set i sis anys, respectivament, i a dos anys de presó els metges José Luis Casas i José María Barrigón que van ocultar el greu estat de Rueda després de la pallissa. De tots ells, cap no va arribar a romandre més de vuit mesos a la presó.

## Context
Segons experts polítics i testimonis d'aquell temps que es van viure, després de la mort del general Franco i una vegada proclamada la Constitució espanyola de 1978, els Països Catalans van viure un clima de violència política. Les forces policials de l'Estat i els grups d'extrema dreta, sabien que la dictadura ja arribava a la seva fi però no volien abandonar el poder gratuïtament. Segons denunciava Amnistia Internacional, les tortures i agressions a la presó, les venjances parapolicials o la repressió de manifestacions reivindicatives van provocar desenes de víctimes mortals durant aquells anys agitats de la Transició. La majoria de morts, causats per agents policials, militaven en moviments aleshores no legalitzats.
Com a exemples l'any 1978, tindríem la mort causada al mateix Agustín Rueda, així com l'assassinat per un tret d'en Gustau Muñoz el dia de la Diada Nacional de Catalunya. Aquests fets, no van rebre cap homenatge ni reparació, ja que van morir l'any 1978 i la llei de la memòria només recorda les víctimes fins al 6 d'octubre del 1977. Tanmateix, l'any 2011, les famílies de Rueda i Muñoz, amb la col·laboració d'Esquerra Republicana de Catalunya (ERC), van portar el seu cas fins al Congrés dels Diputats per exigir que la Llei de Memòria Històrica recordi les víctimes fins a l'entrada en vigor de la Constitució, el gener del 1979. Es va presentar una proposició no de llei al Congrés, perquè l'Estat fes un informe sobre les víctimes del 1978 i que, si era escaient segons el cas, els reconeguessin reparacions i indemnitzacions com a últimes víctimes de la dictadura. El diputat d'ERC i impulsor del projecte, Joan Tardà, va denunciar que les morts d'aquests activistes polítics eren «preconstitucionals», i havien de ser «perseguides i reparades com les de la dictadura». El Congrés, va desestimar la proposició no de llei, que prèviament fou aprovada al Parlament de Catalunya.